# Fushëbardhë
Fushëbardhë (também grafada Fushë-Bardhë) é uma pequena localidade no sul da Albânia, próxima a Gjirokastër. Fazia parte da antiga municipalidade de Cepo. Com a reforma administrativa de 2015, passou a pertencer à municipalidade de Gjirokastër. A vila é habitada por albaneses muçulmanos. Adil Çarçani (1922–1997), primeiro-ministro da Albânia entre 1981 e 1991, nasceu em Füshebardhë.